# Príncipe Yasuhiko Asaka
El Príncipe Yasuhiko Asaka (朝香宮鳩彦王 Asaka-no-miya Yasuhiko-ō?,  Kioto, 20 de octubre de 1887 – Atami, prefectura de Shizuoka, 12 de abril de 1981) de Japón, fue el fundador de una rama colateral de la Familia imperial japonesa y un oficial de carrera en el Ejército Imperial Japonés. Yerno del Emperador Meiji y tío del emperador Hirohito, el príncipe Asaka fue comandante de las tropas japonesas en el asalto final a Nankín, capital de la República de China en diciembre de 1937, durante la Segunda guerra chino-japonesa. Él fue uno de los responsables de la masacre de Nankín, junto al General Iwane Matsui, y el teniente general Moritake Tanabe,  pero nunca fue juzgado.

## Biografía

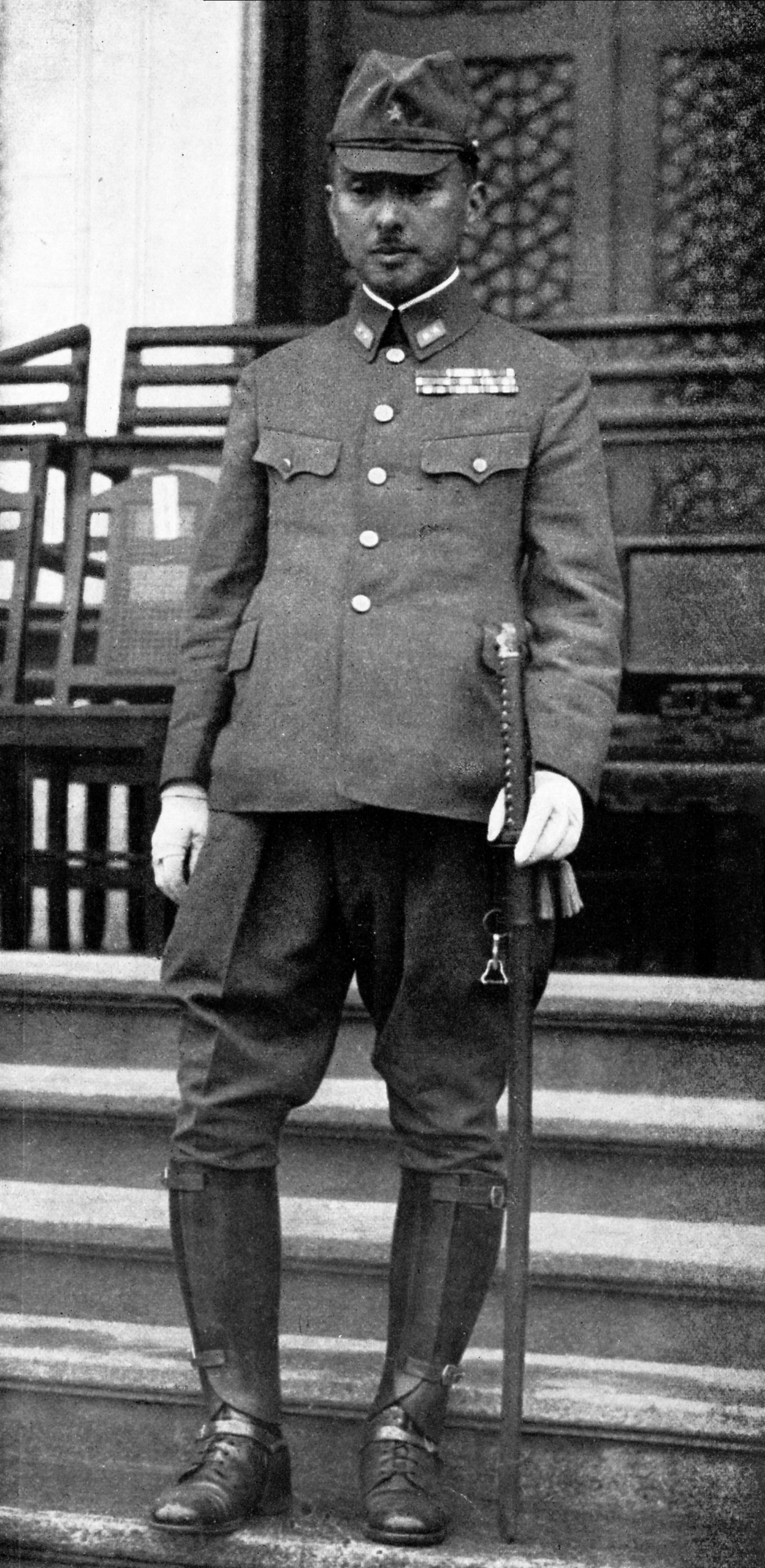
Príncipe Yasuhiko Asaka.

### Primeros años
El Príncipe Yasuhiko nació en Kioto como el octavo hijo del Príncipe Kuni Asahiko (Kuni no miya Asahiko Shinnō) y la dama de la corte Tsunoda Sugako. Su padre, el príncipe Kuni, era un antiguo sacerdote budista y príncipe de rango menor, descendiente de la llamada Fushimi-no-miya, una de las cuatro ramas familiares de la dinastía imperial (shinnōke) facultadas para proveer un heredero al trono. En 1872, el emperador Meiji le concedió el título de Kuni-no-miya y la autorización para iniciar una nueva rama de la Familia Imperial. El príncipe Asaka Yasuhiko fue medio hermano de los príncipes Higashikuni Naruhiko, Nashimoto Morimasa, Kuni Kuniyoshi y Kaya Kuninori, el padre de la futura emperatriz Kōjun, consorte de Hirohito.

### Matrimonio y familia
El 10 de marzo de 1906, el emperador Meiji concedió al príncipe Yasuhiko el título de asaka-no-miya y la autorización para iniciar una nueva rama de la Familia Imperial. El 6 de mayo de 1909, el príncipe Asaka contrajo matrimonio con la princesa Fami-no-miya Nobuko (7 de agosto de 1891 – 3 de noviembre de 1933), octava hija del emperador Meiji. El Príncipe y la Princesa Asaka tuvieron cuatro hijos:
- Princesa Asaka Kikuko 12 de septiembre de 1911 – 12 de febrero de 1989; casada en 1931 con el marqués Nabeshima Naoyasu.
- Príncipe Asaka Takahiko (8 de octubre de 1913 – 6 de mayo de 1994); casado el 16 de diciembre de 1935 con Todo Chikako (5 de mayo de 1921 – ), la quinta hija del Conde Todo Takatsugu. Tuvieron dos hijas, Fukuko y Minoko, y un hijo, Tomohiko.
- Príncipe Asaka Tadahito (4 de enero de 1914 – enero de 1944, muerto durante la Batalla de Kwajalein); renunció a su estatus de miembro de la Familia Imperial y pasó a ser el marqués Otowa en 1936.
- Princesa Asaka Kiyoko (2 de agosto de 1919 – )

### Carrera militar
Al igual que los otros príncipes imperiales de la Era Meiji, se esperaba que el príncipe Yasuhiko hiciera carrera en el ejército. Recibió su educación primaria en el Gakushuin y la Escuela Central Militar Preparatoria, antes de graduarse en la Academia del Ejército Imperial Japonés, en 1908, como teniente segundo.
El príncipe Asaka fue ascendido a capitán en 1912, a teniente coronel en 1917, y a coronel en 1922. 
Entre 1920 y 1923, el príncipe Asaka estudió estrategia militar en la École Spéciale Militaire de Saint-Cyr, en Francia, junto con su medio hermano, el príncipe Higashikuni Naruhiko y su primo, el príncipe Kitashirakawa Naruhisa (1887–1923). Sin embargo, el 1 de abril de 1923, quedó gravemente herido en un accidente de tráfico a las afueras de París, en el que murió el príncipe Kitashirakawa y que dejó al príncipe Asaka con cojera por el resto de su vida.
La princesa Asaka viajó a Francia para cuidar de su esposo. El príncipe Asaka y su esposa visitaron los Estados Unidos en 1925. Durante ese período, ambos quedaron fascinados con el movimiento art déco. Al regresar a Japón en 1925, el príncipe Asaka viviría en una nueva mansión construida en el estilo art déco en el barrio Shirokanedai de Tokio. La casa fue terminada en mayo de 1933, pero la princesa Asaka murió pocos meses después. 
El príncipe Asaka fue ascendido al rango de brigadier general en 1926. Ascendió a mayor general y fue nombrado instructor en el Instituto de Guerra del Ejército en 1930. En 1933 fue ascendido a teniente general y asumió el mando de la División de la Guardia Imperial, puesto que desempeñó hasta 1935. En diciembre de 1935 fue nombrado miembro del Consejo Supremo de Guerra, lo que le dio una posición muy influyente con el emperador Hirohito.
Durante el frustrado intento de golpe del 26 de febrero de 1936, protagonizado por la facción militar Kōdōha —Facción del Camino Imperial—, Asaka sugirió al emperador el nombramiento de un nuevo gabinete, reemplazando al primer ministro Okada Keisuke por Hirota Koki. Asaka mostraba simpatía hacia la facción Kōdōha, liderada por Araki Sadao y que propugnaba una revolución llamada Restauración Shōwa, mientras que el emperador Hirohito apoyaba a la Tōseiha (o Facción del Control), facción militar liderada por el general Kazushige Ugaki, junto con Hajime Sugiyama, Kuniaki Koiso, Yoshijirō Umezu, Tetsuzan Nagata y Hideki Tōjō; ambas facciones tenían una ideología de tipo totalitario, próxima al fascismo, pero mientras que la Kōdōha era revolucionaria, la Tōseiha —respaldada por el emperador— creía que una futura guerra habría de ser una guerra total y requeriría la cooperación de todos los sectores —ejército, burocracia y zaibatsus—, bajo el liderazgo del emperador. Tras el fracaso de la Kōdōha en su intento de golpe de febrero de 1936, la facción se desintegró y terminó siendo absorbida por la Tōseiha. La simpatía de Asaka por la Kōdōha pudo influir en la decisión del emperador de destinar al príncipe a la invasión de China.
Iniciada la invasión de China, el príncipe Asaka fue enviado con el Ejército Japonés del Área de la China Central (al mando del anciano general Matsui Iwane) en 1937.

### Papel en la masacre de Nankín
En noviembre de 1937, el príncipe Asaka se convirtió temporalmente en comandante suplente de las fuerzas japonesas en el asedio a Nankín, entonces capital de China. Como sustituto del enfermo general Matsui, fue comandante en funciones en el asalto final a Nankín entre el 2 y el 6 de diciembre de 1937. Se dio la orden de "matar a todos los prisioneros", dando así impulso oficial a lo que se conocería como la "masacre de Nankín" o la "violación de Nankín" (10 de diciembre de 1937 – 10 de febrero de 1938), durante la cual fueron asesinados, torturados y violados decenas de miles de civiles chinos.
Algunos autores apuntan que Asaka firmó la orden a los soldados japoneses en Nankín de "matar a todos los prisioneros". Otros afirman que el teniente coronel Isamu Cho, un miembro del Estado Mayor del Ejército del Área de la China Central, de bien conocidas convicciones ultranacionalistas, envió esta orden firmada por el príncipe con el conocimiento o conformidad de éste. No obstante, incluso si Cho tomó la iniciativa por sí mismo, Asaka, que era el oficial al mando en funciones, no dio orden alguna para detener la carnicería. En cuanto a Matsui, no llegó a la ciudad hasta mucho después de haber comenzado la matanza.
Aunque la responsabilidad del príncipe Asaka en la masacre de Nankín es aún objeto de debate, la interpretación más racional para la masacre y los crímenes cometidos durante la invasión de China puede encontrarse en la ratificación, realizada el 5 de agosto de 1937 por el emperador Hirohito, de la proposición del ejército de eludir las restricciones del Derecho internacional sobre el trato a los prisioneros chinos. En febrero de 1938, con Nankín destruido, el príncipe Asaka y el general Matsui fueron llamados a Japón. Matsui pasó al retiro en la práctica, pero el príncipe Asaka permaneció en el Consejo Supremo de Guerra durante largos años, hasta el final de la guerra mundial en agosto de 1945. Fue ascendido al rango de general en agosto de 1939 pero no tuvo más mandos militares. En 1944, actuó en unión del príncipe Higashikuni, su sobrino el príncipe Takamatsu, y el antiguo primer ministro Fumimaro Konoe (1895–1945) en pro de la destitución de Hideki Tōjō como primer ministro de Hirohito.
Los oficiales del Comandante supremo de las Potencias Aliadas, general Douglas MacArthur, interrogaron al príncipe Asaka sobre su implicación en la Masacre de Nankín el 1 de mayo de 1946, pero no formularon cargos contra él para su posible procesamiento ante el Tribunal Penal Militar Internacional para el Lejano Oriente. Finalmente MacArthur concedió inmunidad a todos los miembros de la familia imperial.

### Vida después de la guerra como plebeyo
El 14 de octubre de 1947, el príncipe Asaka y sus hijos perdieron su estatus y privilegios imperiales, convirtiéndose en ciudadanos corrientes, como parte de la abolición de las ramas colaterales de la familia imperial japonesa por parte de la administración norteamericana de ocupación. Él y su hijo fueron privados de ostentar cargo público o político alguno porque habían sido oficiales en el Ejército Imperial Japonés. Su palaciega mansión de estilo art déco en Shirokanedai fue expropiada por el gobierno y ahora alberga el Museo Metropolitano de Arte Teien de Tokio. El antiguo príncipe se mudó a Atami, en la península de Izu, al sur de Tokio.
Asaka se convirtió al catolicismo el 18 de diciembre de 1951, siendo el primer miembro de la familia imperial en hacerlo. El expríncipe pasó la mayor parte de su tiempo jugando al golf. También mostró un activo interés por la construcción de campos de golf, y en los años 50 fue el arquitecto del Plateau Golf Course en el club de campo Dai-Hakone. Asaka Yasuhiko murió por causas naturales el 12 de abril de 1981, en su casa de Atami, (prefectura de Shizuoka). Tenía 93 años.